# Зиновий Юриев
Зяма Юдович Гринман е съветско-руски журналист и писател на произведения в жанра научна фантастика, сатира и съвременен роман. Пише под псевдонима Зиновий Юриев (на руски: Зиновий Юрьев).

## Биография и творчество
Зиновий Юриев е роден на 1 юли 1925 г. в Чашники, Витебска област, Беларус, СССР. В периода 1942-1946 г. служи в армията. След края на войната и демобилизацията завършва Московския институт за чужди езици „Морис Торез“. После преподава английски език в продължение на много години в училище и техникум.
Работи в редакцията на списание „Крокодил“, където започва да пише фейлетони и памфлети през 1952 г. През 1974 г. става член на Съюза на писателите на СССР.
Първият му разказ „Вечер у телевизора“ е публикуван през 1960 г. в списание „Крокодил“. Първата му повест „Финансист на четвереньках“ е издадена през 1964 г. в списание „Смена“, а първият му роман „Белое снадобье“ през 1974 г.
В произведенията си засяга темите за неморалното използване на постиженията на науката и технологиите в капиталистическото общество, връзката между финансовия и индустриалния елит и организираната престъпност, негативната роля на религията, а също, доколкото е възможно, критикува недостатъците на съветската социална действителност – моралните проблеми на междуличностните отношения, безсърдечността и кариеризма в съветските институции. През 1982 г. е удостоен с наградата „Аелита“.
След перестройката и разпада на СССР, през 1991 г. се оттегля от литературната си дейност и се занимава с частен бизнес: до 2002 г., заедно със съпругата си, публикува месечно списание на английски език – „Пътеводител за Русия“. В средата на първото десетилетие на XXI век се завръща към научната фантастика с повестта „Смертельное бессмертие“ (2007) и романа „Брат мой, ящер“ (2008). През 2007 г. получава наградата „Великий Роскон“.
Зиновий Юриев умира на живее със семейството си в Москва.

## Произведения

### Самостоятелни романи
- Белое снадобье (1973)
- Полная переделка (1975)
Пълно преобразяване, Списание „Космос“ (1984, 1990), прев. М. Исаева
- Быстрые сны (1977)
Бързи сънища, изд.: „Народна младеж“, София (1980), прев. Иван Жечев
- Дарю вам память (1980)
- Иск (1982)
- Повелитель эллов (1988)
- Бета Семь при ближайшем рассмотрении (1990) – по повестта „Башня Мозга“
- Брат мой, ящер (2008)
- Чужое тело (2011)
- Ангел смерти подаёт в отставку (2012)
- Предсказатель (2012)

### Повести
- Финансист на четвереньках (1964)
- Звук чужих мыслей (1965)
- Башня мозга (1966)
- Альфа и омега (1967)
- Рука Кассандры (1970)
- Кукла в бидоне (1971)
- Человек под копирку (1973)
- Быстрые сны (1976)
- Чёрный Яша (1978)
- Беседы с королем Цурри-Эшем двести десятым (1984)
- Часы без пружины (1984)
- Тонкий голосок безымянного цветка (1985)
- Дальние родственники (1991)
- Смертельное бессмертие (2007)

### Сборници
- Вредная профессия (1960) – разкази
- Человек с палкой (1963) – фейлетони
- Финансист на четвереньках (1964)
- Противоположная нога (1968) – фейлетони
- Рука Кассандры (1970)
- Витамины для мозгов (1971) – фейлетони
- Белое снадобье (1974)
- Часы без пружины (1984)

### Документалистика
- Форвард № 17 (1984) – с Володимир Дворцов, за хокеиста Валерий Харламов

### Екранизации
- 1972 Пятьдесят на пятьдесят
- 1976 72 градуса ниже нуля
- 1983 Такая жестокая игра – хоккей
- 1989 Идеальное преступление